# فرانسيس باركر
فرانسيس باركر (بالإنجليزية: Frances Parker)‏ هي ناشطة حق المرأة بالتصويت ‏ وسفرجات نيوزيلندية، ولدت في 24 ديسمبر 1875 في أوتاغو في نيوزيلندا، وتوفيت في 19 يناير 1924.